# Miss Jean Brodies bästa år
Miss Jean Brodies bästa år (i original The Prime of Miss Jean Brodie) är en bok från 1961 av Muriel Spark. Den utkom i svensk översättning av Ingeborg von Rosen första gången 1963.
Boken utspelar sig i skotska Edinburgh på 1930-talet och handlar om en väldigt speciellt lärarinna som får ett oanat inflytande över sina elever på en privatskola.
Det finns en filmatisering på boken från 1969 med Maggie Smith i huvudrollen som lärarinnan Miss Jean Brodie, se artikeln: Miss Brodies bästa år.